# Comarcas de la Región de Murcia
La Región de Murcia es una comunidad autónoma española. El punto segundo del artículo 3 del Estatuto de Autonomía de la Región de Murcia prevé la creación de comarcas:

2. La Comunidad Autónoma de Murcia se organiza territorialmente en municipios y comarcas.
Los municipios gozan de plena personalidad jurídica y autonomía para la gestión de los intereses que les son propios.
Las comarcas gozan también de plena personalidad jurídica, así como de autonomía para el cumplimiento de los fines que les sean atribuidos por la Ley.

Sin embargo, la Asamblea Regional de Murcia aún no ha aprobado una ley de comarcalización. 
En la Región de Murcia ha faltado tradicionalmente una clara delimitación comarcal, así como un sentimiento regionalista. No obstante, o quizás por ello, se han realizado numerosas propuestas de división comarcal, tanto desde ambientes científicos, como desde diversas administraciones públicas. Entre estas últimas se pueden destacar una división en doce comarcas, junto a las llamadas comarcas agrarias definidas según criterios geográficos e hidrográficos.
Al margen de estas u otras propuestas de comarcalización, existen en la Región una serie de territorios que por sus características geográficas, naturales, culturales, históricas o demográficas tienen la consideración tradicional de comarcas. Estas comarcas, sin límites administrativos precisos, pero con características geográficas, económicas y/o demográficas bastante homogéneas, suelen constituir la base para las distintas propuestas administrativas de comarcalización.

## Algunas propuestas de comarcalización
Algunas de las divisiones comarcales propuestas son:

### Comarcalización propuesta por el Consejo Regional de Murcia (1980)

Mapa comarcal de la Región de Murcia, según la división propuesta por el Consejo Regional de Murcia en 1980.

Esta división comarcal fue realizada por el ente preautonómico en 1980, antes de la aprobación del actual Estatuto de Autonomía, basándose en el informe de su gabinete técnico.
Esta división comarcal es la que con frecuencia utiliza la administración regional. La división comarcal sería:
- Altiplano: integrado por Yecla y Jumilla
- Alto Guadalentín: integrado por Águilas, Lorca y Puerto Lumbreras.
- Bajo Guadalentín: integrado por Aledo, Alhama de Murcia, Librilla, Mazarrón y Totana.
- Campo de Cartagena: integrado por Cartagena, Fuente Álamo de Murcia y La Unión.
- Huerta de Murcia: integrada por Alcantarilla, Beniel, Murcia y Santomera.
- Mar Menor: integrado por Los Alcázares, San Javier, San Pedro del Pinatar y Torre Pacheco.
- Noroeste: integrado por Bullas, Calasparra, Caravaca de la Cruz, Cehegín y Moratalla.
- Oriental: integrada por Abanilla y Fortuna.
- Río Mula: integrado por Albudeite, Campos del Río, Mula y Pliego.
- Valle de Ricote: integrado por Archena, Ojós, Ricote, Ulea y Villanueva del Segura.
- Vega Alta del Segura: integrada por Abarán, Blanca y Cieza.
- Vega Media del Segura: integrada por Alguazas, Ceutí, Lorquí, Molina de Segura y Las Torres de Cotillas.

### Comarcas agrarias (1977-1995)

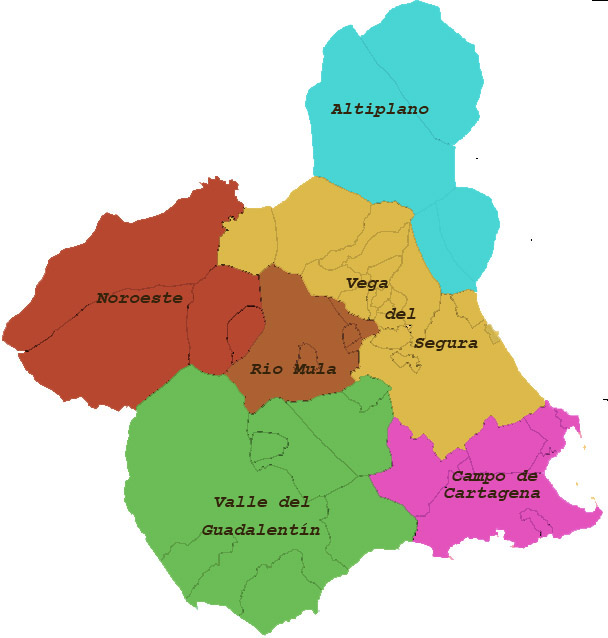
Comarcas agrarias de la Región de Murcia.

Esta división comarcal la realizó el Ministerio de Agricultura en 1977 y está realizada atendiendo sobre todo a accidentes geográficos tales como los ríos y el relieve de la región. Estas comarcas son:
- Altiplano: se extiende por Abanilla, Fortuna, Jumilla y Yecla.
- Campo de Cartagena: se extiende por Cartagena, Fuente Álamo de Murcia, Los Alcázares, La Unión,  San Javier, San Pedro del Pinatar y Torre Pacheco.
- Noroeste: se extiende por Bullas, Caravaca de la Cruz, Cehegín y Moratalla.
- Río Mula: se extiende por Albudeite, Campos del Río, Mula y Pliego.
- Valle del Guadalentín: se extiende por Águilas, Aledo, Alhama de Murcia, Librilla, Lorca, Mazarrón, Puerto Lumbreras y Totana.
- Vega del Segura: se extiende por Abarán, Alcantarilla, Alguazas, Archena, Beniel, Blanca, Calasparra, Ceutí, Cieza, Lorquí, Molina de Segura, Murcia, Ojós, Ricote, Santomera, Las Torres de Cotillas, Ulea y Villanueva del Segura.

### Comarcalización propuesta en elAtlas Global de la Región de Murcia(2007)

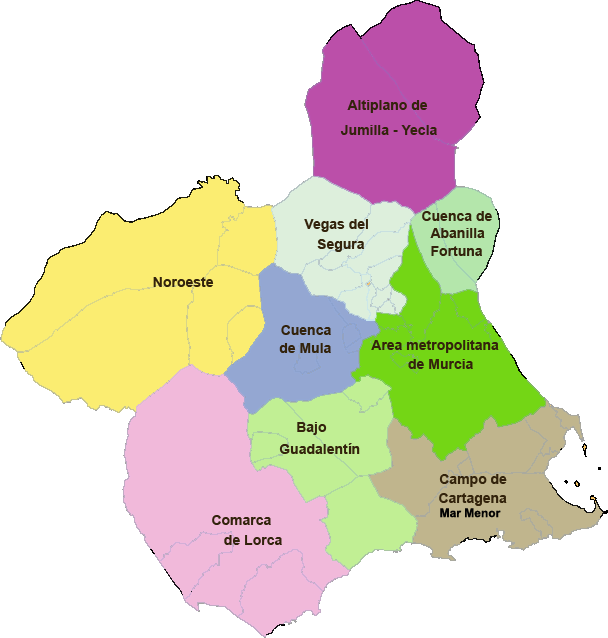
Comarcas definidas por el Atlas Global de la Región de Murcia.

El Atlas global de la Región de Murcia, publicado en 2007, en su apartado denominado Las comarcas incluido en apartado sobre la organización del territorio ofrece una división en nueve comarcas, considerando tanto un punto de vista geográfico como funcional. Estas comarcas serían:
- Altiplano de Yecla-Jumilla: integrado por ambos municipios.
- Comarca de Lorca: incluyendo Águilas, Lorca y Puerto Lumbreras.
- Bajo Guadalentín: integrado por Aledo, Alhama de Murcia, Librilla, Mazarrón y Totana.
- Campo de Cartagena-Mar Menor: integrado por Los Alcázares, Cartagena, Fuente Álamo de Murcia, San Javier, San Pedro del Pinatar, Torre Pacheco y La Unión.
- Área metropolitana de Murcia: integrada por Alcantarilla, Alguazas, Beniel, Murcia, Molina de Segura, Las Torres de Cotillas y Santomera.
- Noroeste: integrado por Bullas, Calasparra, Caravaca de la Cruz, Cehegín y Moratalla.
- Cuenca de Abanilla-Fortuna: integrada por Abanilla y Fortuna.
- Cuenca de Mula: integrada por Albudeite, Campos del Río, Mula y Pliego.
- Vega del Segura: integrada por Abarán, Archena, Blanca, Ceutí, Cieza, Lorquí, Ojós, Ricote, Ulea y Villanueva del Segura.